# Chinesische Feige
Die Chinesische Feige (Ficus microcarpa), auch Lorbeer-Feige oder Indischer Lorbeer genannt, ist eine Pflanzenart aus der Familie der Maulbeergewächse (Moraceae). Diese Art ist in Nepal, im nördlichen Indien, in Bangladesch, Burma, südlichen China, von Malaysia bis zu den Salomonen und im nördlichen tropischen Australien beheimatet. Die Sorten dieser Art werden im gesamten Tropengürtel als Zierpflanze und Schattenspender an Straßen, in Parks und Gärten angepflanzt.
Im Handel findet man die Pflanze meist als Bonsai unter der Bezeichnung Ficus „Ginseng“ (weil die Form des Stumpfes an eine Ginsengwurzel erinnern soll).

## Beschreibung

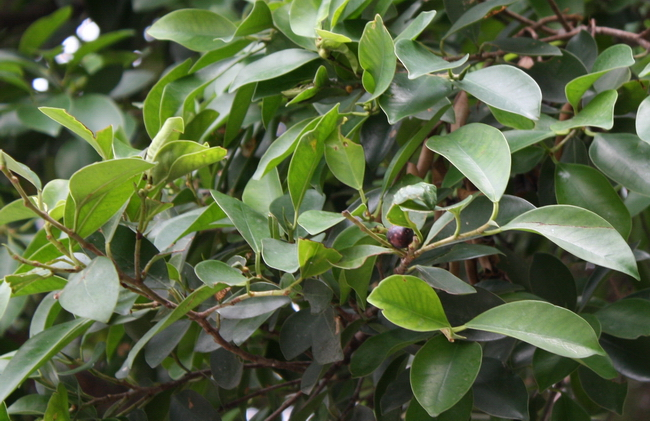
Zweige mit einfachen Laubblättern der Chinesischen Feige.

### Vegetative Merkmale
Ficus microcarpa wächst als immergrüner Baum und erreicht meist Wuchshöhen von 15 bis 25 Metern mit Stammdurchmessern von bis zu 50 cm. Die Baumkrone ist ausladend breit. Die Borke ist dunkelgrau. Die Rinde der Zweige ist anfangs flaumig behaart, später glatt und mittel- bis dunkelbraun. Ältere Äste bilden häufig rostfarbene Luftwurzeln. Der Vegetationskegel ist stumpf. In den Pflanzen befindet sich weißer Milchsaft. Die Chinesische Feige kann durch Stecklinge vermehrt werden.
Die wechselständig angeordneten Laubblätter sind in Blattstiel und Blattspreite gegliedert. Der glatte Blattstiel ist 5 bis 10 mm lang. Die mehr oder weniger lederige, einfache Blattspreite ist schmal elliptisch und weist eine Länge von 4 bis 8 cm sowie eine Breite von 3 bis 4 cm auf. Die Blattoberseite ist glänzend dunkelgrün, wird aber dunkelbraun, wenn sie trocken ist. Der Hauptnerv durchläuft fast das ganze Blatt, mit je drei bis zehn Seitenadern, die vom Hauptnerv abzweigen. Der Blattrand ist glatt. Die lanzettlichen Nebenblätter sind etwa 0,8 cm lang.

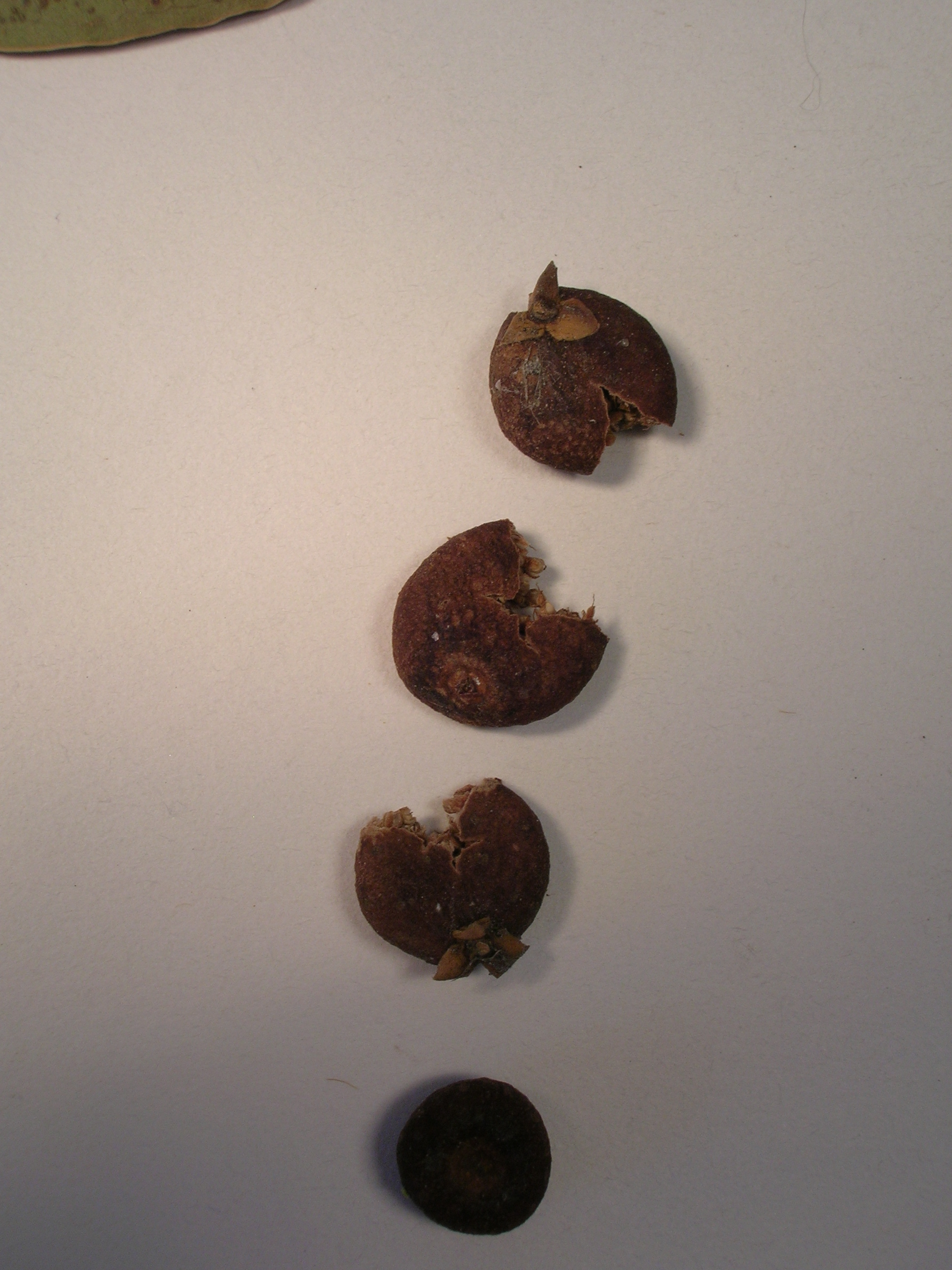
Feigen der Chinesischen Feige

### Generative Merkmale und Ökologie
Ficus microcarpa ist einhäusig getrenntgeschlechtig (monözisch). Die Feigen sind achselständig und paarweise an beblätterten Zweigen oder unbeblätterten Ästen angeordnet. Die bei Reife gelben bis etwas rötlichen Feigen sind kugelig-eiförmig und erreichen einen Durchmesser von 6 bis 8 mm. Die Hüllblätter sind breit eiförmig. In jeder Feige (es ist der Blütenstand) befinden sich fertile männliche, weibliche und sterile Blüten (die sterilen heißen Gallblüten), die von wenigen kurzen Borsten umgeben sind. Die männlichen Blüten können kurz gestielt sein; sie besitzen drei spatel- bis eiförmige Kelchblätter und nur ein Staubblatt, dessen Staubfaden länger als der Staubbeutel ist. Die weiblichen Blüten sind sitzend (also ungestielt) und besitzen drei breit eiförmige Kelchblätter und einen mehr oder weniger seitlichen Griffel, der in einer kurzen, keulenförmigen Narbe endet. Die Gallblüten sind gestielt. Die Blütezeit liegt in der Regel zwischen Mai und Juni.
Um reife Samen zu erhalten, müssen die Blüten durch die Feigenwespe (Agaonidae) Eupristina verticillata bestäubt werden. Diese Feigenwespe kann ihre Eier nur in die Früchte der Chinesischen Feige legen, und die Pflanze kann sich ohne die Anwesenheit dieses Insekts nicht generativ vermehren. Früchte, in die die Wespe ihre Eier ablegen kann, sind ganzjährig vorhanden.
Die Schließfrucht ist eiförmig und reift zwischen August und Dezember. Die Samen sind kleiner als 1 mm. Sie haben die Fähigkeit, fast überall zu keimen, auch auf anderen Bäumen, auf Hausdächern oder in Betonspalten. Sie verbreiten sich dadurch, dass die Früchte durch Vögel, Nagetiere oder Fledermäuse gefressen und an einem anderen Ort ausgeschieden werden.

## Verbreitung und Nutzung

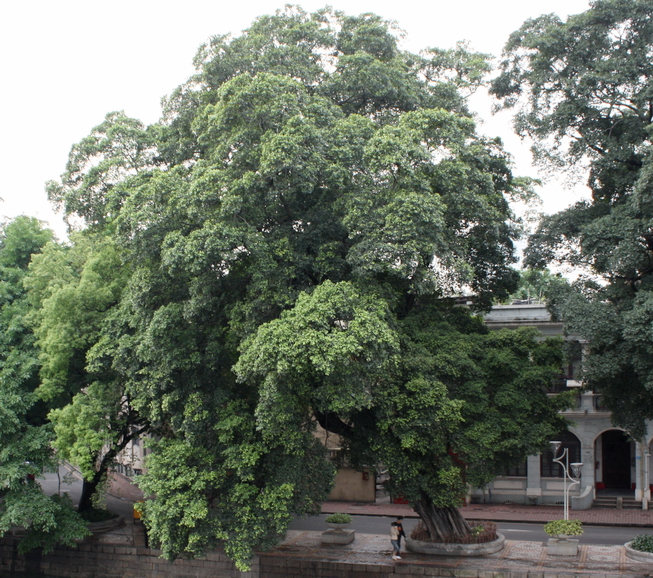
Habitus einer ausgewachsenen Chinesischen Feige.

Der natürliche Lebensraum der Chinesischen Feige erstreckt sich über Süd- und Südostasien (Bhutan, Indien, Malaysia, Myanmar, Nepal, Sikkim, Sri Lanka, Thailand, Vietnam, China, Taiwan), Neuguinea, das nördliche tropische Australien, Neukaledonien und die Ryūkyū-Inseln. Ficus microcarpa besiedelt feuchte Regionen von den Ebenen bis ins Gebirge bis auf Höhenlagen von 1900 Meter.
Vom Menschen wurde die Chinesische Feige seit dem Beginn des 20. Jahrhunderts in alle tropischen Gebiete der Welt verbreitet. Sie ist heute der am häufigsten anzutreffende Straßen- und Parkbaum in den feuchtwarmen Regionen Nord-, Mittel- und Südamerikas. So lange die Wespe Eupristina verticillata nicht in diesen Regionen präsent war, konnte sie praktisch nur durch den Menschen vermehrt werden. Die Wespe wurde in der Folge absichtlich durch den Menschen eingeschleppt (etwa 1921 in Hawaii) oder unabsichtlich mit Früchten auf Schiffen. Wo Pflanze und Wespe anzutreffen sind, gilt die Chinesische Feige als invasive Pflanzenart. Sie wird auch als Schattenbaum verwendet.

## Feinde
Zu den Insekten, die die Chinesische Feige befallen, gehören der Fransenflügler Gynaikothrips ficorum, der sichtbar Fraßschäden an den Blättern anrichtet, oder die Erzwespengattung Josephiella.

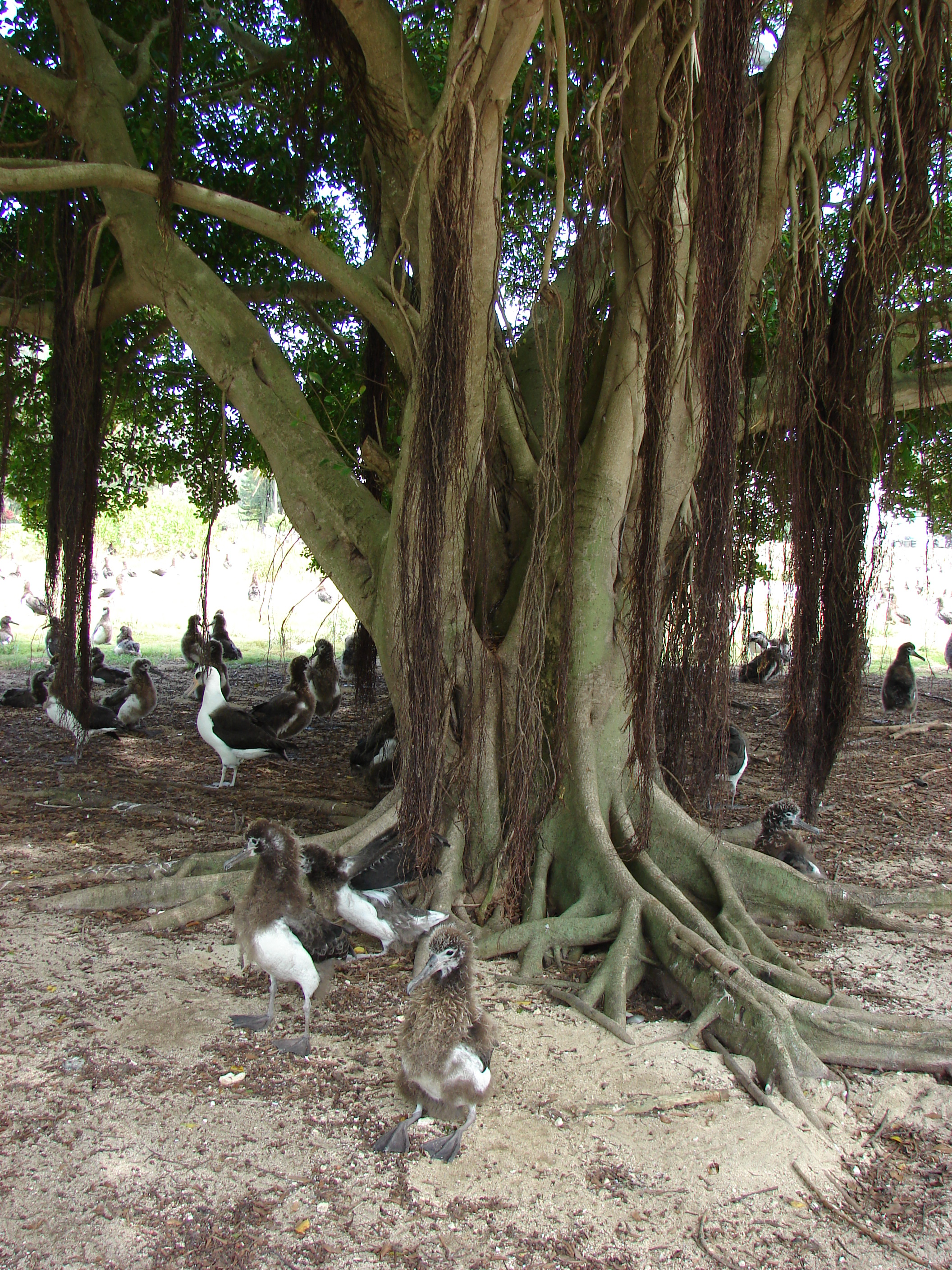
Habitus mit Luftwurzeln

## Systematik
Der Artname Ficus microcarpa wurde 1782 von Carl von Linné dem Jüngeren in Supplementum Plantarum, S. 442 erstveröffentlicht.
Es gibt eine Vielzahl von Synonymen für Ficus microcarpa L. f.: Ficus amblyphylla (Miquel) Miquel, Ficus cairnsii Warburg, Ficus condaravia Buchanan-Hamilton, Ficus littoralis Blume, Ficus microcarpa var. crassifolia (W.C.Shieh) Liao, Ficus microcarpa var. fuyuensis J.C.Liao, Ficus microcarpa var. oluangpiensis J.C.Liao, Ficus microcarpa var. pusillifolia J.C.Liao, Ficus retusa var. crassifolia W.C.Shieh, Ficus retusiformis H.Léveillé, Ficus rubra Roth, Ficus nitida auct. non Blume, Urostigma amblyphyllum Miquel, Urostigma microcarpa (L. f.) Miquel.
Ficus microcarpa gehört zur Untergattung Urostigma in der Gattung Ficus.